# Pedersenia cardenasii
Pedersenia cardenasii är en amarantväxtart som först beskrevs av Paul Carpenter Standley, och fick sitt nu gällande namn av Josef Holub. Pedersenia cardenasii ingår i släktet Pedersenia och familjen amarantväxter. Inga underarter finns listade i Catalogue of Life.